# Saint-Léger-de-Montbrun
Saint-Léger-de-Montbrun és un municipi francès situat al departament de Deux-Sèvres i a la regió de la Nova Aquitània. L'any 2007 tenia 1.179 habitants.

## Demografia

### Població
El 2007 la població de fet de Saint-Léger-de-Montbrun era de 1.179 persones. Hi havia 447 famílies de les quals 66 eren unipersonals (47 homes vivint sols i 19 dones vivint soles), 175 parelles sense fills, 190 parelles amb fills i 16 famílies monoparentals amb fills.
La població ha evolucionat segons el següent gràfic:
Habitants censats

### Habitatges
El 2007 hi havia 486 habitatges, 451 eren l'habitatge principal de la família, 9 eren segones residències i 26 estaven desocupats. 485 eren cases i 1 era un apartament. Dels 451 habitatges principals, 399 estaven ocupats pels seus propietaris, 49 estaven llogats i ocupats pels llogaters i 3 estaven cedits a títol gratuït; 1 tenia una cambra, 10 en tenien dues, 25 en tenien tres, 124 en tenien quatre i 290 en tenien cinc o més. 421 habitatges disposaven pel capbaix d'una plaça de pàrquing. A 117 habitatges hi havia un automòbil i a 312 n'hi havia dos o més.

### Piràmide de població
La piràmide de població per edats i sexe el 2009 era:
| Homes | Edats   | Dones |
| ----- | ------- | ----- |
| 0     | 95 o +  | 0     |
| 0     | 90 a 94 | 0     |
| 4     | 85 a 89 | 0     |
| 8     | 80 a 84 | 12    |
| 20    | 75 a 79 | 16    |
| 24    | 70 a 74 | 28    |
| 28    | 65 a 69 | 20    |
| 28    | 60 a 64 | 28    |
| 16    | 55 a 59 | 20    |
| 48    | 50 a 54 | 32    |
| 36    | 45 a 49 | 60    |
| 92    | 40 a 44 | 56    |
| 40    | 35 a 39 | 64    |
| 36    | 30 a 34 | 36    |
| 20    | 25 a 29 | 20    |
| 44    | 20 a 24 | 12    |
| 60    | 15 a 19 | 52    |
| 68    | 10 a 14 | 44    |
| 24    | 5 a 9   | 48    |
| 28    | 0 a 4   | 24    |

## Economia
El 2007 la població en edat de treballar era de 796 persones, 634 eren actives i 162 eren inactives. De les 634 persones actives 596 estaven ocupades (322 homes i 274 dones) i 39 estaven aturades (16 homes i 23 dones). De les 162 persones inactives 88 estaven jubilades, 44 estaven estudiant i 30 estaven classificades com a «altres inactius».

### Ingressos
El 2009 a Saint-Léger-de-Montbrun hi havia 464 unitats fiscals que integraven 1.252 persones, la mediana anual d'ingressos fiscals per persona era de 17.389 €.

### Activitats econòmiques
Dels 31 establiments que hi havia el 2007, 3 eren d'empreses de fabricació d'altres productes industrials, 10 d'empreses de construcció, 6 d'empreses de comerç i reparació d'automòbils, 2 d'empreses de transport, 1 d'una empresa d'hostatgeria i restauració, 2 d'empreses financeres, 2 d'empreses immobiliàries, 1 d'una empresa de serveis, 2 d'entitats de l'administració pública i 2 d'empreses classificades com a «altres activitats de serveis».
Dels 13 establiments de servei als particulars que hi havia el 2009, 1 era un taller de reparació d'automòbils i de material agrícola, 4 guixaires pintors, 1 fusteria, 2 lampisteries, 1 electricista, 1 empresa de construcció, 1 perruqueria, 1 restaurant i 1 agència immobiliària.
Dels 2 establiments comercials que hi havia el 2009, 1 era una gran superfície de material de bricolatge i 1 una botiga de roba.
L'any 2000 a Saint-Léger-de-Montbrun hi havia 36 explotacions agrícoles que ocupaven un total de 1.620 hectàrees.

## Equipaments sanitaris i escolars
El 2009 hi havia una escola elemental integrada dins d'un grup escolar amb les comunes properes formant una escola dispersa.

## Poblacions més properes
El següent diagrama mostra les poblacions més properes.